# クラブ33
- ディズニーパーク > 東京ディズニーリゾート > 東京ディズニーランド

- - ワールドバザール > クラブ33

- - 東京ディズニーランドのレストランの一覧 > クラブ33

クラブ33（クラブサーティースリー、Club 33）は、ウォルト・ディズニー・カンパニーが直営、またはライセンス契約にて展開しているディズニーパークのうち、ディズニーランド（カリフォルニア）と東京ディズニーランド (TDL)、及び上海ディズニーランドに存在する会員専用レストランである。一般には非公開の施設となっている。

## ディズニーランド
ディズニーランドのテーマランドの1つ「ニューオーリンズ・スクエア」に、ウォルト・ディズニーが客人を招待する目的として作られたレストランである。ウォルトの死後は、会員制の専用レストランとして運営された。なお、クラブ33の隣は、ウォルト自身が多忙で帰宅出来なくなった場合の仮泊所とする予定があった。
クラブ33の名前は、ニューオーリンズ・スクエアでの番地が33番地であったことから名付けられている。
会員の追加募集は10年以上行われなかったが2012年に再開された。しかし14年後（2030年代）まで希望者が順番待ちしているような状態である。

## 東京ディズニーランド
東京ディズニーランド (TDL)のクラブ33は、「ワールドバザール」の「三井住友銀行 東京ディズニーランド出張所」の隣に入り口がある。
個人会員も少なくは無いが、主な利用層は法人会員（主に公式スポンサー）であり接待等に利用されている。会員の紹介があれば、会員権の無い一般ゲストも利用は可能。現在、会員の募集は行われていない。かつては会員権がなくてもJCBザ・クラス所持者であれば利用できたが、2019年3月の発表で2019年3月～7月利用分の予約確認票の利用者を最後にJCBザ・クラスでの予約プランの取扱を終了することが発表された。
クラブ33内ではクラブ33に関係したグッズが売られている。売り切れた商品が再販されることはまずない。ネットオークションの出品や転売目的での購入は禁止され、購入できるのは一種類につき5個までとされている。
店内で提供される料理はフランス料理のコース。エレクトリカルパレードの時間帯には店内の照明が消され、コース料理も一旦中断されてその時間を満喫できる。アルコール飲料も提供される。

### クラブ33 1/3
TDLのトゥーンタウンには「クラブ33 1/3」という表札がついた扉がある。こちらは、トゥーンタウンのスポンサーである講談社のラウンジである。

## 上海ディズニーランド
上海ディズニーランドには、「33倶楽部」の名称でクラブ33の名称が存在する。2017年にはその会員資格を巡り、法人会員と訴訟になった。

## ウォルトディズニーワールド
フロリダのディズニーワールドの４つのパークにクラブ33ができることが発表になった。詳細について詳しいことはわかっていないが、メールで問い合わせをすることになっている。